# Skyll inte på mig!
Skyll inte på mig! är en svensk komediserie på Sveriges Television från 1978. Serien regisserades av Bo Hermansson och skrevs av Ray Galton och Alan Simpson. Manusen var, liksom de till Fleksnes fataliteter, baserade på avsnitt av den engelska serien Hancock's Half Hour. Magnus Härenstam och Brasse Brännström har huvudrollerna. Musiken komponerades av Sture Olsson och för scenografin ansvarade Hans Westman.

## Handling
Härenstam och Brännström spelar två ungkarlar som delar lägenhet. De är alltid panka och det enda de vill göra är att festa och ragga brudar. Men när de är i farten är det alltid något som går på tok. Härenstam är den bestämmande och dominanta medan Brännström är den som får göra allt jobb.

## Om serien
Serien spelades in år 1977 och sändes året därpå. Det gjordes endast fem stycken halvtimmeslånga avsnitt.
Den 24 november 2010 släpptes serien på DVD och sommaren 2011 repriserades den på SVT 1. Det sista avsnittet utgick då på sin ordinarie visningstid, eftersom det skulle ha visats 22 juli, men denna kväll upptogs av terrorattentaten i Norge. Detta avsnitt visades istället på sina planerade repristider och på SVT Play.[källa behövs]
Serien går att se på SVT Play.

## Avsnitt
1. Lördagskvällen, sänd 12 februari 1978[4][3]
2. Borta bra men hemma bäst, sänd 19 februari 1978[5][3]
3. Nya grannar, sänd 26 februari 1978[6][3]
4. Till havs, sänd 5 mars 1978[7][3]
5. Mästerfotografen, sänd 12 mars 1978[8][3]

## Mottagande
Serien fick huvudsakligen negativa recensioner.
| ”                              | De behöver inte hålla på med sådant utan kan spexa på egna villkor. De har ju redan etablerat sig som komikerpar och i viss mån blivit arvtagare till Hasse & Tage men de har aldrig behövt kladda ner sig med sådan smörja och därför är de fortfarande framgångsrika. Visst kan man importera manus som en injektion i svensk TV-underhållning men detta tillförde ingenting och man hade inte ens försökt försvenska materialet utan bara presenterat en råöversättning med skratt och allt. Bo Hermansson hade "regisserat", i vart fall stått för det, men i verkligheten hade han köpt sina idéer från engelsk och amerikansk TV och hans bragd var att han fått med Magnus & Brasse. | „ |
| – Macke Nilsson i Aftonbladet. | |   |

| ”                         | De två har blivit geniförklarade men vad hjälpte det när de fått ett så fyrkantigt manus i total brist på nya idéer. | „ |
| – Sigge Ågren i Expressen | |   |

| ”                             | De två har höjt svenska folkets fordringar på underhållning och man förmodade att de skämts för sina repliker. De hade också trots de omarbetningar som skett inte haft all den frihet som deras skaparglädje krävt. | „ |
| – Bengt Grafström i Expressen | |   |